# Nož
Nòž je orodje za rezanje, ki je največkrat sestavljeno iz jeklenega rezila z ostro konico na eni strani ter ročaja na drugi strani. Možno ga je uporabiti kot orožje. 

## Etimologija
Beseda »nož« prihaja iz praslovanščine in izhaja iz indoevropskega korena *neg'h- »bosti, prebosti«, prvotni pomen je torej »kar bode, prebode«.

## Zgodovina
Nož je najstarejši izum človeka, ki ga je pričel uporabljati v najstarejši kameni dobi. Arheologi so našli primitivne nože iz trdih vrst kamna - obsidiana, kremena in podobnih že v grobovih neandertalca. Kasneje so nastopali tudi noži iz raznih kovin, kot so: bakra, brona, železa do današnje dobe, v kateri nastopajo predvsem noži iz jekla in drugih zlitin. Vzporedno z uporabo različnih materialov pri izdelavi nožev se je spreminjala tudi tehnologija izdelovanja.

## Konstrukcija noža
V grobem lahko rečemo, da je nož sestavljen iz rezila, ki ga uporabljamo za rezanje in prebadanje, ter ročaja, ki nam omogoča varno in zanesljivo uporabo rezila. Rezilo je sestavljeno iz ostrine, konice, vrha rezila, hrbta, trebuha, pete in podnožja oziroma ricassoja. Ročaj je lahko sestavljen iz držajnega konca, utrjevala, ščitnika, ročajnega glaviča in obloge.
Skupaj s sliko Arhivirano 2010-03-29 na Wayback Machine.

### Zgradba rezila
- Ostrina – nabrušeni ostri, rezalni del rezila, ki se razteza od konice do pete noža oziroma – odvisno od izdelave in vrste noža – do podnožja rezila ali ščitnika.

- Hrbet – vrhnji del rezila noža nasproti ostrine.

- Konica – tisti del noža, kjer se združita ostrina in hrbet rezila. Konica se uporablja za zabadanje in prebadanje.

- Vrh rezila – prednji del noža, ki vključuje konico noža. Vrh se uporablja pri nadrobnem in natančnem rezanju in odiranju.

- Trebuh – izbočeni del ostrine.

- Peta – zadnji del ostrine pred podnožjem nasproti konice.

- Ricasso/podnožje rezila – tisti del rezila med rezilom in ročajem, kjer ni ostrine.

- Hrbtišče noža – celoten zadnji del noža skupaj z ročajem in hrbtom rezila.

### Zgradba ročaja
- Utrjevalo – spona, okov, obrobek ipd., ki spaja rezilo noža z ročajem. Utrjevalo skrbi za ravnotežje noža in pomaga pri zaščiti roke pred stikom z rezilom noža.

- Ščitnik - del ročaja, ki ščiti prste pred stikom z rezilom.

- Držajni konec – neoster del rezila, ki se razteza v ročaj noža. To je površina, prek katere je ročaj pritrjen na rezilo.

- Obloga – del noža, iz katerega je narejen ročaj. Obloge so pogosto iz lesa ali sintetičnih materialov.

- Zakovice – kovinski mozniki, s katerimi so obloge pritrjene na držajni konec.

- Kopito/zadek – konec ročaja noža.

- Ročajni glavič – zaključni zadnji del ročaja.

## Osnovne oblike rezil noža
Osnovne oblike rezil noža v njihovi najbolj prvobitni izvedbi. Skupaj s slikovnim materialom Arhivirano 2010-03-30 na Wayback Machine..
(1) Navadno rezilo ima zakrivljeno ostrino in ravno hrbtišče. Hrbet rezila, ki ni oster, omogoča uporabniku, da uporablja prste za usmerjanje sile, hkrati pa je zaradi njega nož težji in močnejši glede na njegovo velikost. Nenabrušen hrbet pa omogoča tudi nekatere druge načine uporabe. Krivina ostrine osredotoča silo na manjši površini in olajša rezanje. Ta oblika omogoča tako dobro sekanje kot tudi rezanje. To je med enoreznimi tudi najboljša oblikami za zabadanje, saj rezilo dela zarezo tako, da lahko celotna širina noža gre skoznjo, ne da bi hrbtišče moralo na stran potiskati dodaten material tako kot pri rezilu s padajočo konico (3) ali ovčji nogi (5).
(2) Zakrivljeno rezilo oziroma rezilo z zakrivljeno, privzdignjeno konico. Nož s tako obliko rezila ima hrbet, ki se zakrivi navzgor, kar lažjim nožem omogoča, da imajo na svojem rezilu daljšo ostrino in tako tudi obsežnejše rezalno področje. Konica noža se pri tej obliki rezila nahaja nad hrbtom noža. Takšen nož je primernejši za rezanje in zarezovanje. Rezila z zakrivljeno oziroma dvignjeno konico ponujajo večje rezalno območje ali trebuh in so pogosta pri nožih za odiranje.
(3) Rezilo s padajočo konico – padajoča konica rezila ima izbočeno (konveksno) krivino hrbta proti konici. Hrbtni del ima lahko lažno oziroma okrasno ostrino, ki je lahko tudi naostrena. Obnaša se podobno kot »prirezana konica« (8), vendar ima močnejšo konico, ki je manj primerna za prebadanje. 
(4) Rezilo z odrezano konico (včasih so jih uporabljali predvsem za skopljenje živali) ima enojno večinoma ravno ostrino, ki se močno zakrivi navzgor pri konici, kjer je na kratko in topo prirezano. Z ukrivljenim koncem noža, ki se bolj približa navpični osi rezila kot pri ostalih oblikah rezil in mu manjka konice, se zmanjša možnost prebadanja, zato so ti noži primerni za odiranje.
(5) »Ovčja noga« ima ravno ostrino in ravno hrbtišče, ki se na koncu izbočeno zakrivi proti ostrini. Zagotavlja največ nadzora, saj ima ravno hrbtišče, ki ga je mogoče držati s prsti. Ta oblika je zelo močna pri pritiskanju od hrbta proti konici ter ostrini in za rezanje ter rezljanje povsod, kjer je potrebno veliko pritiska. Ravna ostrina pa omogoča tudi najlažje brušenje, saj je zaradi nje lažje ohranjati enak kot ostrine glede na brusilni kamen. Ovčja noga zgleda kot ovčje kopito. Največ so jih uporabljali mornarji, saj je ta oblika konice preprečevala nenamerno prebadanje med zibanjem ladje.
(6) Kljunasto rezilo – kljunasta oblika rezila, ki ji v anglosaksonskem svetu popularno pravijo »Wharncliffe« (obliko tega rezila se zmotno pripisuje Earlu Wharncliffškemu, čeprav spada med tradicionalne oblike, ki so z nami že od nekdaj – Saksoni in Vikingi so mu rekli seax), ima podoben profil in lastnosti kot ovčja noga (5), le da se krivina hrbta prične bližje ročaju in je bolj postopna. To rezilo je precej bolj trdno kot ostala rezila primerljive velikosti. Na sliki je lepo vidna tudi lažna oziroma okrasna ostrina.
(7) Krempljasto oziroma srpasto rezilo ima obliko pol srpa ali kremplja z ostrino, ki je vbočena proti hrbtu, kar poveča dolžino ostrine. Konica rezila se po navadi nahaja nižje ali v isti višini kot peta rezila. Te oblike rezila so zelo trdne in primerne za rezljanje, slovijo pa tudi po tem, da zelo dobro ohranjajo ostrino.
(8) Prirezano rezilo – rezilo s prirezano konico, je podobne oblike kot navadno  rezilo (1) z ravno »prirezanim« (kot na sliki) ali konkavno (vboklo) oblikovanim hrbtiščem, zato, da postane konica tanjša in bolj ostra. Prirezan del hrbta ima lahko lažno oziroma okrasno ostrino, ki je lahko nabrušena na sekundarno ostrino (Bowie). Ostra konica je uporabna kot šilo ali za rezanje na težko dostopnih mestih. Če je lažni rob nabrušen, se poveča učinkovitost noža pri prebadanju.
(9) Kamasu Kissaki (pogosto tudi »amerikanizirani tanto«) je Japonska oblika rezil, ki se je nehala uporabljati v 15. stoletju. Je nekoliko dletasta konica, ki je debelejša proti konici (in je blizu hrbtišču) in zato med najmočnejšimi. Na prvi pogled se zdi podobna vsem konicam japonskih mečev in nožev, vendar pa tanto uporablja navadno obliko rezila. Kamasu Kissaki je pogosto raven, lahko pa je tudi nežno ukrivljen. Konica je pravzaprav sekundarna ostrina na koncu rezila s celotnim kotom med 60 in 80 stopinj. Nekatere različice imajo lahko hrbtišče nagnjeno proti konici in na kratki razdalji od konice tudi nabrušeno.
(10) Listnato rezilo – rezilo v obliki lista ali suličasto rezilo je simetrično izbočeno (konveksno) priostreno rezilo s konico, ki je na sredini središčne linije dolžine rezila. Suličasto rezilo ima lahko nabrušeno samo eno stran (ali pa ima lažno ostrino), lahko ima nabrušeno samo del druge ostrine ali pa je nabrušeno dvorezno – in postane bodalo.
(11) Klinasto rezilo je simetrično, zelo koničasto, dvorezno rezilo. Njegova dolga ostra konica zagotavlja dobro prebadanje, vendar pa se lahko hitreje zlomi. To je osnovna oblika vseh bodal in nas spremlja že od pradavnine.
Ulu – inuitski tradicionalni ženski nož (dobesedno pomeni ulu »ženski nož«) je po navadi naostren del kroga lahko pa imajo tudi skoraj ravna rezila. To rezilo nima konice, ročaj pa je nameščen zadaj na sredini hrbta in je najmočnejša oblika noža. Je večnamenski nož, ki se uporablja za odiranje in čiščenje, rezanje, pripravo hrane in gradnjo iglujev. Polkrožna različica se pojavlja tudi drugje in se imenuje »glavati nož«, njegova zlobnejša koničasta različica pa je potisno bodalo.

## Vrste nožev
Nože razlikujemo na dva načina, glede na vrsto materiala, iz katerega so izdelani, in glede na namen uporabe.
Po vrsti uporabljenega materiala razlikujemo:
- kamnite nože,
- bakrene nože,
- bronaste nože,
- železne nože,
- jeklene nože,
- keramične nože (izdelane iz industrijske keramike).

Po namenu uporabe so se noži razvili v celo vrsto različnih nožev, kot so:
- kuhinjski nož,
- lovski nož,
- otroški nož - pipec,
- čevljarski nož (orodje v čevljarstvu),
- rezbarski nož,
- cepilni nož,
- strugarski nož,
- brivski nož - britev,
- kirurški nož - skalpel, ločimo veliko vrst skalpelov za razne kirurške posege,
- jedilni nož (del jedilnega pribora),
- švicarski nož je zložljiv žepni nož v redni opremi švicarskega vojaka ... itd.

### Nož kot orožje
- bajonet: nož se natakne na cev puške.Bajonet OKC-3S

- bojni nož: kakršen koli nož, katerega primarni namen je uporaba v boju.